# Аванцинус, Николаус
Николаус фон Аванцинус или Никола фон Аванцини (нем. Nicolaus von Avancini; 1 декабря 1611, Брец, Тренто — 6 декабря 1686, Рим) — австрийский драматург, писатель

-аскет, поэт эпохи барокко, педагог, богослов, профессор этики, риторики и философии в иезуитских коллегиях, иезуит. Писал на латыни.

## Биография
Родился в старинной дворянской семье из Южного Тироля. Учился в иезуитской семинарии в Граце (ныне Грацский университет имени Карла и Франца). В 1627 году вступил в Общество Иисуса. С 1630 года в иезуитском университете Граца изучал философию, с 1633 года преподавал философию и риторику в иезуитских коллегиях Триеста , Загреба и Любляны. В 1637 году продолжил учёбу в Вене. Позже был оставлен там преподавателем богословия.
В 1640 г. рукоположен в сан священника в Вене.
В течение нескольких лет занимал кафедру риторики и философии в Граце, затем — теологии в Вене.
После 1665 года занимал пост ректора иезуитских колледжей и университетов в Пассау, Вене и Граце.
Был капелланом императора Священной Римской империи Леопольда I. Позже служил провинциалом ордена иезуитов австрийской провинции Богемия, был помощником по немецким провинциям генерала общества иезуитов в Риме.

## Творчество

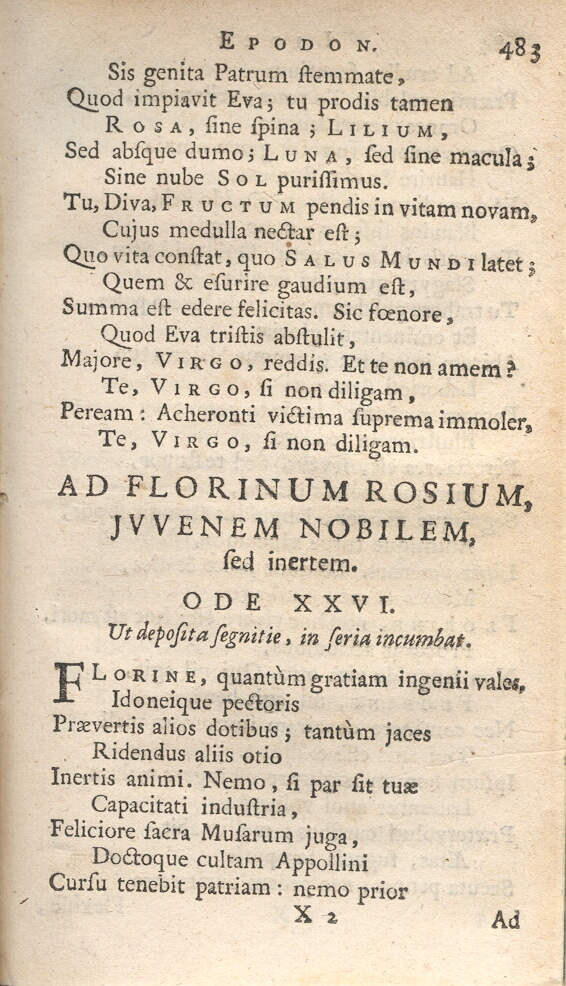
Фрагмент стихов Аванцинуса (между 1611 и 1686)

Венский период жизни Аванцинуса стал вершиной его драматургического творчества. Его латинские пьесы, снабженные немецкими программами, отличались обилием сценических эффектов, сопровождались хором и балетом и получили признание публики. Премьера его пьесы «Побеждающее благочестие» (1659) была представлена перед тремя тысячами зрителей, включая весь императорский двор.
Всего Аванцинус создал около сорока пьес. Наиболее известны его пьесы «Иосиф» (1650), «Побеждающее благочестие» (1659), «Кир» (1673). Пьесы Аванцинуса на исторические, мифологические и современные темы, проповедовавшие покорность католической церкви и габсбургской монархии, ставились в иезуитском театре.
Для произведений Аванцинуса характерно сочетание изображения реальной жизни с элементами фантастики. Эту особенность его творчества развивали австрийские драматурги Й. А. Глейх, Ф. Раймунд, Ф. Грильпарцер.
Автор работ по философии, теологии, проповедей и богословской литературе.

## Избранные сочинения
- Vie de Jésus
- Imperium Romano-Germanicum, a Carolo Magno Primo Romano-Germanico Caesare, per Quadraginta Novem Imperatores et Germaniae Reges, et ex his per XIV.(Вена, 1658).
- Sapientia terrarum caelique potens, panegyricus funebris и solennes exsequias Ferdinandi III (Вена, 1657).
- Imperium Romano-Germanicum sive Elogia L. Caesarum Germanorum (Вена, 1663).
- «Размышления о жизни и учениях Иисуса Христа»
- Vita et doctrina Jesu Christi: ex quatuor Evangelistis collecta Vie et Doctrine de Jésus Christ d’après les Quatre Evangiles, son ouvrage le plus célèbre (Вена, 1665).
- Poesis lyrica, Vienne, 1671 Poesis lyrica qua continentur lyricorum : libri IV & Epodon liber unus Amst, 1711.
- Poesis dramatice p. I-1V, Cologne, 1675-79. (dont uneTragédie sur Théodose-le-Grand et Cyrus)

et Tragediae 1665. On trouve dans la Poesia dramatica du P. Nicolas Avancini, de la Société de Jésus, une pièce en cinq actes et en vers intitulée Ananias, Azarias et Mizael et aussi David per Saulis persecutionem ad regnum Israelis erectis, 5 actes, vers, dans le tome 111
- Discours de Dieu & de Dieu Homme
- Recueil de discours latins sur différens sujets,